# Памятник Станиславу Миколайчику (Познань)
Памятник Станиславу Миколайчику (пол.  Pomnik Stanisława Mikołajczyka) — памятник, находящийся в Познани (Польша) возле Управления Великопольского воеводства на Аллее Независимости, 16. Памятник посвящён премьер-министру правительства Польши в изгнании Станиславу Миколайчику.

## История
Памятник был установлен в 1994 году. Инициатором создания памятника Станиславу Миколайчику стало «Товарищество имени Станислава Миколайчика». Для памятника городскими властями предлагались места в парках Домбровского, Медицинского института, на площади Андерса и в сквере на улице Кармелитской. В 1995 году было принято решение об установлении памятника в настоящем месте. Установлению памятника предшествовала дискуссия о его художественной ценности. Городская художественная комиссия предлагала некую конкуренцию в изготовлении памятника Станиславу Миколайчику. Несмотря на это, «Товарищество имени Станислава Миколайчика» настаивало на традиционной форме скульптуры.

## Описание
Автором памятника является польский скульптор Ежи Собочиньский. Скульптура была изготовлена из бронзы и установлена на гранитном постаменте. Станислав Миколайчик одет в длинное пальто эмигранта.